# Macadam (journal)
Pour les articles homonymes, voir Macadam.
 (décembre 2017).
Macadam est un journal mensuel qui fut le premier titre de presse de rue vendu en France à partir de 1991.

## Historique
Le lancement du journal s'est fait le 11 mai 1991, Place des fêtes (19e arrondissement de Paris), en présence de Jacques Chamut, le fondateur. 
Macadam est relancé par une équipe de journalistes professionnels en janvier 2009 sous l'impulsion du journaliste lyonnais François Fillon accompagné de Gabriel Gaudillat, vendeur de longue date du journal.
Journalistes, photographes, dessinateurs, ils sont tous bénévoles. Macadam retrouve le succès, sous forme de magazine mensuel, couleur, grâce à un fort contenu éditorial. Macadam est vendu 2 euros et le vendeur colporteur récupère directement 1 euro minimum. De grands noms des médias y écrivent comme Franz-Olivier Giesbert, Jacques Attali, ou Jean-François Kahn ainsi que des leaders d'opinion.[réf. nécessaire]
Macadam est affilié à la Fédération internationale de la presse de rue (et son unique représentant en France) reconnaissant le sérieux de son contenu et de son projet auprès des vendeurs. La Fédération regroupe 80 journaux de rue, répartis dans 34 pays et sur 5 continents. Ces titres offrent des opportunités de travail à 250 000 personnes et publient 32 millions de journaux chaque année. Le monde de l'économie sociale encourage et soutient cette renaissance par le biais de partenariats. La presse nationale se fait régulièrement l'écho de son actualité.[réf. nécessaire]
En janvier 2010, la presse salue unanimement le premier anniversaire de la relance de Macadam qui publie une interview-confidences exclusive de Carla Bruni-Sarkozy, épouse du chef d'État français.[réf. nécessaire]
En 2012, le journal passe un partenariat avec la ville de Paris avec la conclusion de contrats Premières Heures qui permettent à des personnes précaires au chômage depuis plus de 2 ans et des personnes en foyers de stabilisation de vendre Macadam pendant dix heures par semaine.[réf. nécessaire]
Macadam est récompensé en novembre 2015 lors d'une cérémonie au Bataclan juste avant les attentats par le journal Libération, par un prix pour son action[réf. nécessaire].